# Sigrid Sture
Sigrid Svantesdotter Sture, född 13 december 1538 i Mörkö församling, Södermanland, död 16 maj 1613, var en svensk adelsdam. Hon tjänstgjorde åren 1577–1613 formellt som häradshövding i Stranda härad.
Sigrid Sture var en välbärgad och politiskt inflytelserik adelsdam under 1500-talets andra hälft. Hon är känd för att formellt ha varit häradshövding och för att ha skildrat sitt och familjens liv ur ett självbiografiskt perspektiv.
Hon var dotter till Märta Eriksdotter Leijonhufvud, även kallad för "Kung Märta", och Svante Sture d.y. samt gift med Ture Pedersson Bielke och mor till Svante (Turesson) Bielke. Vid makens död 1577 efterträdde hon honom som häradshövding i Stranda härad. Hon fick dock ej själv utöva ämbetet utan måste anlita vikarier.  Dessa var bland andra Sven Arvidsson 1578 och Mickel Sigfridsson 1592–1598. 

## Biografi
Sigrid Sture var äldsta barnet i Märta Leijonhufvuds och Svante Stures stora barnaskara. Hon växte upp i samhällets absoluta toppskikt. Inga säkra uppgifter finns om hennes utbildning eller bostadsorter. Rimligtvis fick hon för sin rang en passande privat undervisning och likt andra högadliga familjer varvades bosättningen mellan de gods och herresäten som fanns i familjens ägo.
Giftermålet 1562 med Ture Pedersson Bielke, som också hörde till samhällseliten, försäkrade henne om att bli kvar på denna nivå. Eftersom maken var 30 år äldre begränsades antalet barnafödslar till fem. Då maken dog 1577 blev hon ensam med de fem barnen varav de bägge äldsta, Katarina och Erik, var 14 respektive 13 år. Försörjningsmässigt var hon väl rustad som arvsberättigad i den välbärgade släkten Sture; när det gällde ränteinkomster tillhörde hon de tio främsta bland de adliga godsägarna.
I samband med makens frånfälle övertog Sigrid Sture hans ämbete som häradshövding i Stranda härad i östra Småland. I normalfallet innehades den positionen endast av män. Enligt historikern Bo Eriksson var det ett skäl till att Sigrid Sture bara till namnet innehade positionen och att den praktiska utövningen sköttes av vikarierande män. Likväl var hennes inflytande på orten inte obetydligt.
Släkten Sture var politiskt ansatt under 1560-talet och Sigrid Sture förlorade två av sina bröder i de så kallade Sturemorden 1567. Fram emot sekelskiftet 1600, då kulmen nåddes i stridigheterna mellan hertig Karl och kung Sigismund, drabbades släkten på nytt. Rättegången i Linköping år 1600 och efterföljande avrättningar innebar förlust av nära anförvanter. I en dikt som bevarats, vilken historikern Jan Samuelsson anser vara författad av Sigrid Sture, skildrar hon de olyckor som drabbat släkten genom åren. Diktens perspektiv är självbiografiskt och Samuelsson menar att aktstycket torde vara den äldst bevarade självbiografin som författats av en kvinna.
Sigrid Stures dikt har släkten i fokus men bär också den politiska krönikans drag. Erik XIV:s regim skildras i förskräckta ordalag. Samtidigt gav hon uttryck för sin personliga sorg och bedrövelse, inte minst när hon skildrar dödsfallen inom familjen. Mot slutet av dikten redogjorde hon för den trötthet ett långt och mödosamt liv hade resulterat i. De personliga olyckor som vederfarits Sigrid Sture frammanade en längtan efter evig vila:
| ”                                                                     | Gud vari allom oss nådig och blid, än tröstar mig, kan jag ej förtiga jag hoppas härefter att längre ej leva, ty jag tröttas nu både av ålder och sorg, mycken tunga jag haver prövat i 60 år jag tror och att denna tidens plåga, bliver mig vedergällen med ärans krona | „ |
| – Ur Bo Eriksson, Sturarna: Makten, morden, missdåden, Stockholm 2017 | |   |

Sigrid Sture avled 15 år senare, i maj år 1613.